# Perle de Csaba
La perle de Csaba B (prononcer « tchaba ») est un cépage blanc créé par croisement au début du XXe siècle. Il est aussi bien utilisé pour la table que pour la vinification.

## Origine
Ce cépage est originaire de Hongrie et a été obtenu par A. Stark en 1904. Les analyses de son ADN, faites par l'ENSAM, à  Montpellier, ont mis en évidence que cette variété était le résultat du  croisement entre deux cépages blancs, la Madeleine Angevine et le Muscat fleur d'oranger.

## Diffusion
La Perle de Csaba est inscrite au Catalogue des variétés de vigne en Autriche, Bulgarie, Danemark, France, Italie, Hongrie et Portugal.

## Utilisation
Cette variété est à double fin puisqu'elle peut servir soit de raisin de table, soit être vinifiée.

## Sélection clonale
Un seul clone a été agréé sous le numéro 1121.

## Potentiel technologique
Les grappes, de petites à moyennes, se présentent compactes avec des baies possédant une pellicule fine ou légèrement épaisse. Leur pulpe juteuse possède une saveur agréable. 
Ce cépage, peu sensible à la pourriture grise, voyage mal.

## Synonyme
Selon les pays, il est connu sous le nom de Csaba gyöngye (Hongrie), Perla (Bulgarie), Perla di Csaba (Italie), Perle von Csaba ou Perle von Zala (Autriche), Pérola de Csaba  (Portugal) et Zalas Perle (Danemark).